# Neptungrotte

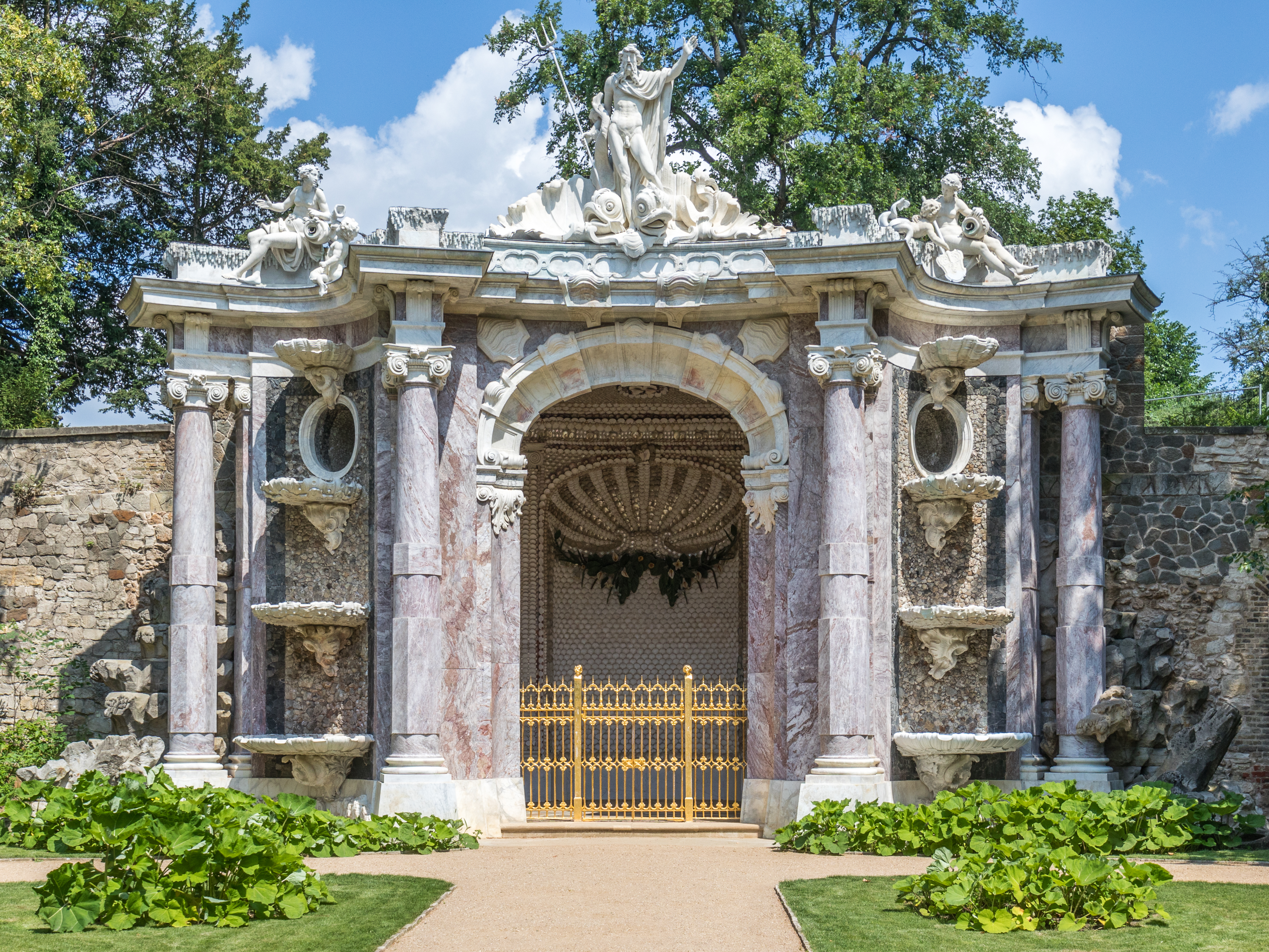
Neptungrotte, Juni 2019

Die Neptungrotte in der Potsdamer Parkanlage Sanssouci entstand auf der Ostseite des Areals im Zuge der Planung zahlreicher Wasserspiele. Im Auftrag Friedrichs des Großen fertigte Georg Wenzeslaus von Knobelsdorff  den Entwurf, der in den Jahren 1751 bis 1757 zu Ausführung kam. Die Grottierarbeiten und den Skulpturenschmuck übernahm ab 1754 der Bildhauer Johann Peter Benkert.

## Anlage

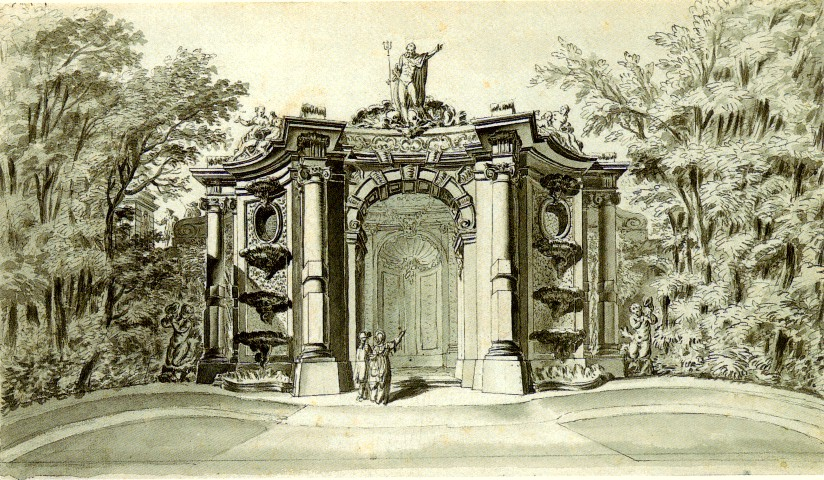
Neptungrotte, Tuschzeichnung von 1779

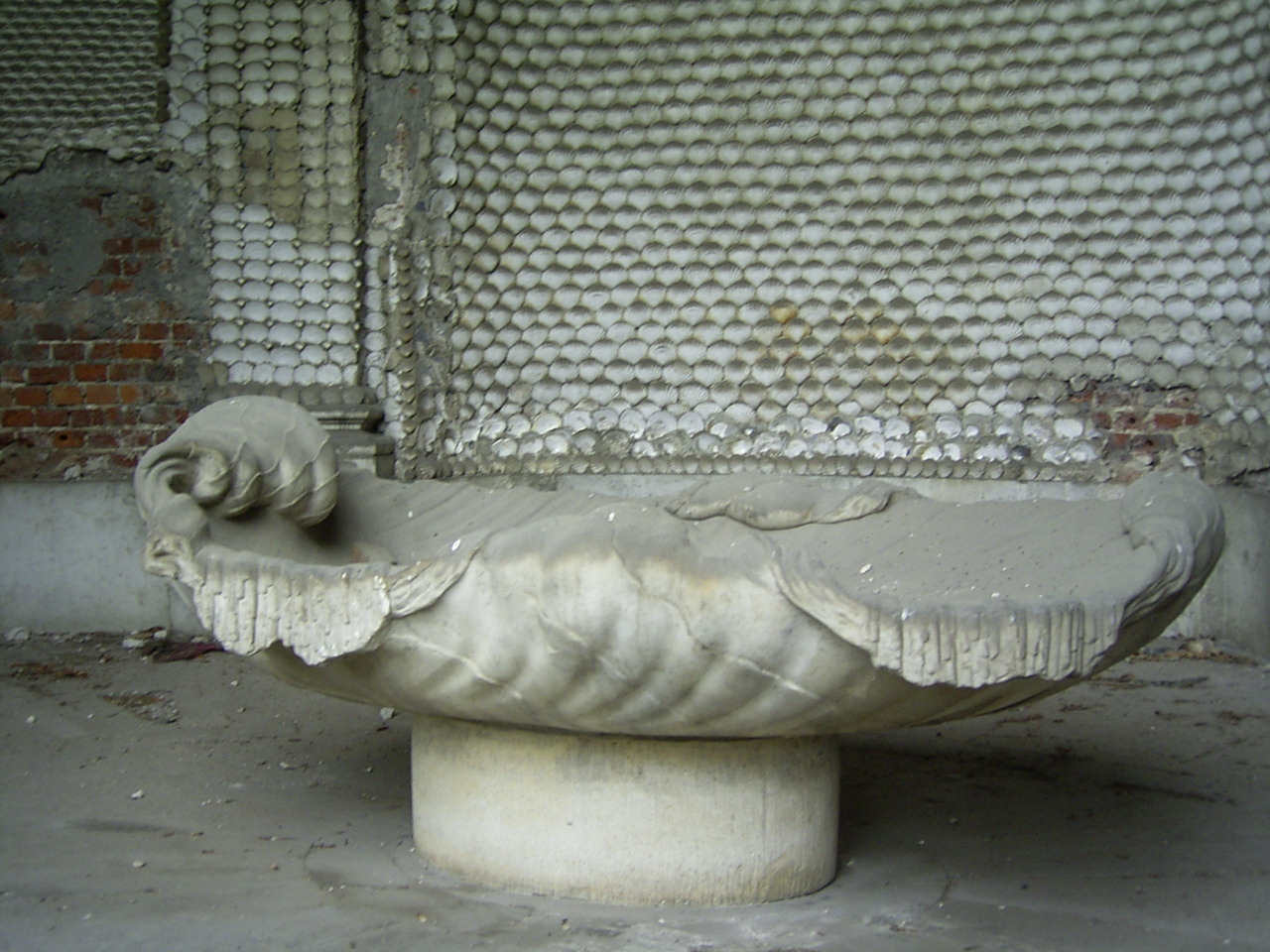
Große Muschel aus der abgebrochenen Marmorkolonnade

Die aus weißem und rosafarbenem schlesischem Marmor errichtete Gartenarchitektur wurde mit Neptun, dem römischen Gott des Meeres, zwei Najaden und zwei Tritonen bekrönt. Die 1760 von Benckert vollendete Marmorskulptur des Neptun entstand vermutlich nach einem Modell des Bildhauers Georg Franz Ebenhech, der ursprünglich mit der Anfertigung beauftragt war, den Auftrag aus gesundheitlichen Gründen jedoch nicht ausführen konnte. An beiden Seiten der Grotte wurden kaskadenförmig angeordnete Muschelschalen angebracht, über die Havelwasser herabfließen sollte. Aus technischer Unkenntnis funktionierten die Versuche jedoch nicht und gelangen erst knapp einhundert Jahre später zur Zeit Friedrich Wilhelms IV. nach dem Bau des Pumpenhauses mit Hilfe der Dampfkraft.
Den Grottenraum schmückte Benckert mit Bergkristalldrusen aus dem Harz und Schlesien sowie Korallen und Muscheln aus Holland. Diese Ausschmückung wurde 1840 bis 1842 im Zuge einer Restaurierung durch bunte Muscheln und Festons aus Porzellanblumen verändert und der Eingang mit einem Eisengitter versehen. Eine Venus von Medici im Grottenraum und zwei Tritonen seitlich vor der Grotte sind heute nicht mehr erhalten. Die Venus wurde um 1850 bei erneuten Restaurierungsarbeiten durch die Gruppe Der erfindungsreiche Jubal lehrt die Kinder Flöten schnitzen, aus der Werkstatt des Potsdamer Bildhauers und Terrakottafabrikanten Wilhelm Koch (1815–1889), ersetzt. Nach einer vergoldeten Venus, die in der Grotte von 1907 bis nach 1945 nachweisbar ist, steht heute dort eine der ehemals acht großen Marmormuscheln aus der 1751 bis 1762 nach Entwürfen von Knobelsdorff errichteten, aber bereits 1797 wegen Baufälligkeit abgebrochenen Marmorkolonnade des „Rehgartens“ der Parkanlage Sanssouci, die ebenfalls zum Programm der Wasserspiele aus friderizianischer Zeit gehörte.
Am 23. Februar 2023 wurde die Neptun- und eine der Najadenskulpturen durch Vandalismus stark beschädigt, der Dreizack des Neptuns entwendet.